# Chlorocypha granata
Chlorocypha granata  (лат.) — вид стрекоз из семейства Chlorocyphidae.
Экваториальная Африка: Конго-Киншаса (Ubangi: Ebuku; Bomboma). Болотистые леса на высоте 385 м.

## Описание
Среднего размера металлически блестящие стрекозы разнообразной окраски (голова чёрная, грудь и брюшко зеленовато-красно-чёрные, ноги тёмные, лабрум чёрный). Длина тела около 2 см, крыла — около 3 см. Длина заднего крыла 21,0 — 22,0 мм. Вид был впервые описан в 2015 году энтомологами Клаасом Дийкстра (Klaas-Douwe B. Dijkstra; Naturalis Biodiversity Center, Лейден, Нидерланды), Йенсом Киппингом (Jens Kipping; BioCart Environmental Consulting, Taucha/Лейпциг, Германия) и Николасом Мезьером (Nicolas Mézière; Куру, Французская Гвиана).